# Christadelphe

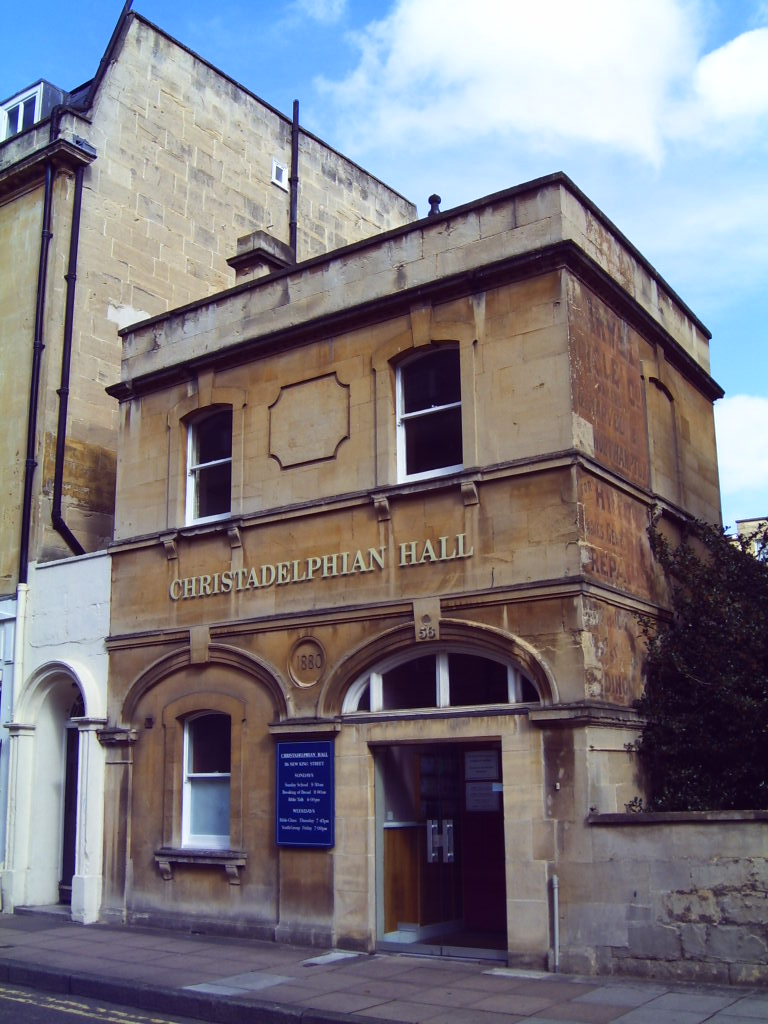
Une salle des christadelphes à Bath, Angleterre

Les christadelphes, (du grec christos et adelphoi, « Frères en Christ ») sont les membres d'un mouvement chrétien qui s’est développé au Royaume-Uni et au nord des États-Unis au XIXe siècle. De nos jours, la communauté christadelphe est estimée à 50 000 croyants répartis dans 120 pays.

## Croyances

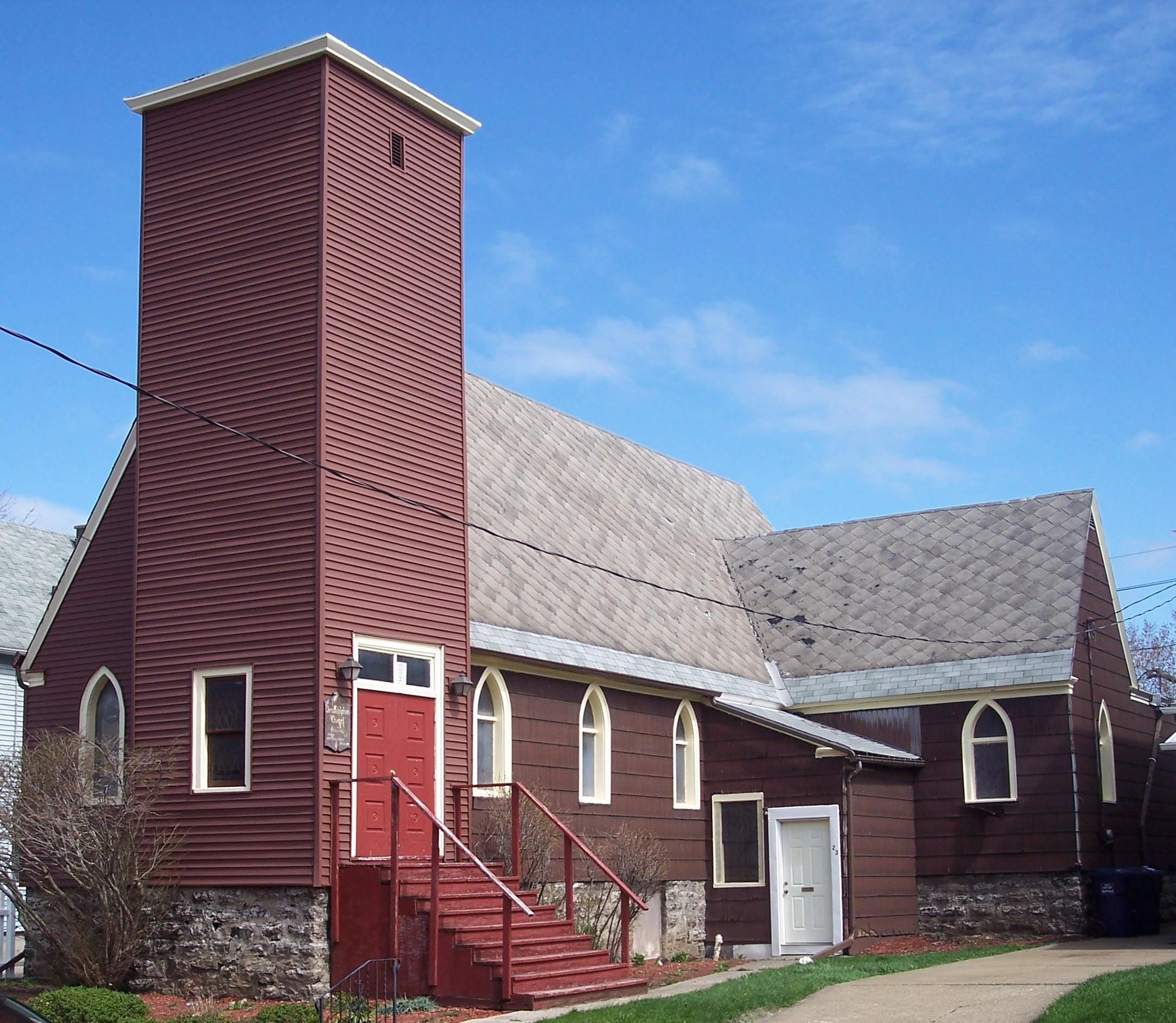
Christadelphian Chapel, Buffalo, New York.

Les christadelphes revendiquent que leurs croyances reposent entièrement sur la Bible, et n'acceptent aucun autre texte comme inspiré de Dieu. Ils croient que Dieu est le créateur de toutes choses et est le père des vrais croyants. Ils croient aussi que Dieu est un être séparé de son Fils Jésus-Christ et que le Saint-Esprit n'est pas une personne, mais le pouvoir créateur de Dieu, également utilisé pour le salut.
Jésus est le Messie attendu, en qui toutes les promesses et prophéties de l'Ancien Testament trouvent leur accomplissement. Pour eux, Jésus est à la fois le Fils de l'Homme, et a donc hérité par sa mère de la nature pécheresse des humains et le Fils de Dieu, en vertu de sa miraculeuse conception, rendue possible par le pouvoir de Dieu. Ainsi, bien que tenté, il ne commit pas de péchés, et incarna le sacrifice qui donna à l'humanité pécheresse son salut. Dieu éleva Jésus à l’Immortalité, et il atteignit ainsi le paradis : la résidence de Dieu. Jésus reviendra sur Terre pour instaurer le royaume de Dieu, accomplissant ainsi les promesses faites à Abraham et David . Pour les christadelphes, ceci est le point le plus important de l’évangile enseigné par Jésus et les Apôtres.
Ils croient que les personnes sont séparées de Dieu à cause de leurs péchés, mais qu'elles peuvent être réconciliés avec lui en devenant disciple de Jésus-Christ. Ceci se traduit par la croyance en ses enseignements, par la repentance et à travers le baptême par immersion totale dans l’eau. Bien qu’ils soient sauvés par leur foi en la grâce de Dieu, les croyants doivent vivre en accord avec les enseignements de la Bible.
Après la mort, les croyants sont dans un état de non-existence, ne connaissant rien jusqu’à la résurrection au retour du Christ. Suivant le jugement fait à ce moment-là, les acceptés reçoivent le cadeau de l’immortalité, et vivent avec le Christ sur une Terre restaurée. Ils l’aident ainsi à établir le Royaume de Dieu et à gouverner sur la population des mortels pendant un millier d’années (le millénium).
Le mariage et la vie de famille occupent une place importante. Les relations sexuelles sont limitées aux relations hétérosexuelles dans le cadre du mariage entre croyants baptisés.
Les christadelphes rejettent un certain nombre de doctrines traditionnelles portées par les confessions chrétiennes majoritaires : comme l’immortalité de l’Âme, le trinitarisme, la préexistence de Jésus-Christ, le baptême des enfants, la personnification du Saint-Esprit et la disposition actuelle de ses dons.
Ils croient aussi que le diable et Satan sont des références symboliques aux péchés et à la prédisposition humaine à s’opposer à Dieu. Ces termes sont aussi parfois utilisés en référence à certains régimes ou personnalités politiques en désaccord ou en conflit avec les christadelphes. L’Enfer est interprété comme référence à la mort et à la tombe au lieu d’être un lieu de tourments éternels.
Les christadelphes croient que les doctrines qu’ils rejettent ont été introduites dans la religion chrétienne après le Ier siècle et ne peuvent pas être justifiées par le contenu de la Bible.

Cependant, certains courants dominants chrétiens considèrent ces différences comme des preuves que le mouvement christadelphe est une secte,, une accusation que les christadelphes démentent fortement,. Le mouvement christadelphe est classé par les adeptes comme un Nouveau mouvement religieux.

## Les pratiques
Les christadelphes sont organisés en congrégations locales souvent appelées ecclésias (« église » en grec). Le culte des fidèles, qui a le plus souvent lieu le dimanche, est centré sur la commémoration de la mort et de la résurrection du Christ en partageant le pain et le vin. Des réunions supplémentaires sont souvent organisées pour le culte, la prière, l’évangélisation et l’étude de la Bible.
La plupart des ecclésias sont impliquées dans l’évangélisation sous forme de conférences sur l’enseignement de la Bible, de séminaires de lecture de la Bible et de groupes de lecture biblique. Les cours par correspondance sont aussi très largement utilisés, particulièrement dans les régions où il n’y a pas de présence christadelphe.
Seuls les croyants baptisés sont considérés comme des membres de l’ecclésia. Cependant, les enfants des membres sont encouragés à assister à l’école du dimanche christadelphe et aux réunions des groupes de jeunesse. À travers les réunions de jeunesse au niveau régional et national, l’interaction entre les jeunes de différentes ecclésias est encouragée.
Les christadelphes, à partir de leur interprétation de la Bible, font une différence entre les rôles des hommes et des femmes. Dans la plupart des ecclésias, les femmes n’ont pas le droit d’enseigner dans les réunions officielles quand des hommes sont présents. Elles ne siègent pas non plus lors des comités organisationnels. Cependant, elles participent à d’autres réunions paroissiales ou interparoissiales. Les femmes participent aussi aux débats, enseignent aux enfants, jouent de la musique, discutent sur les affaires commerciales, prêchent, enseignent aux non-croyants et sont impliquées dans beaucoup d’autres activités.
Il existe des comités responsables des ecclésias pour la coordination de l’évangélisation, de l’école du dimanche, des questions du service militaire, du soin aux personnes âgées et du travail humanitaire. Ces activités n’ont aucune autorité législative et sont entièrement dépendantes du support des ecclésias. Les ecclésias dans un domaine donné organisent des activités regroupant les activités de jeunes, les confréries, le prêche et l’étude de la Bible.
Les christadelphes sont objecteurs de conscience (mais non pacifistes) et beaucoup s’abstiennent de s’engager politiquement en rejoignant les forces armées, la police ou tout autre organisation comme les syndicats. L’accent est mis sur la lecture de la Bible (certains christadelphes utilisent un compagnon de Bible pour s’aider à lire la Bible systématiquement chaque année), l’étude de la Bible, la prière et la moralité.

### Le culte
Le christadelphisme est une confession non liturgique. Les ecclésias christadelphes sont autonomes et libres d’adopter le modèle de culte qu’elles souhaitent. Cependant dans le monde anglophone, il existe une tendance à l’uniformité sur les questions du service et sur l’utilisation des hymnes.
Les premières hymnes christadelphiennes utilisées étaient basées sur les hymnes des traditions anglicanes et britanniques (même dans les ecclésias du nord de l’Amérique, les hymnes utilisées sont plus souvent d’origine britannique qu’américaine). Dans beaucoup de recueils d’hymnes, une grande partie est tirée du Scottish Psalter (psautier écossais). Le premier recueil spécialement créé à l’usage des « croyants baptisés dans le Royaume de Dieu » (ancien nom des christadelphes) fut publié en 1864 par George Dowie à Édimbourg. Cinq ans plus tard, Robert Roberts, lui aussi écossais, publiait un recueil d’hymnes et de psaumes appelé La Harpe d’or (The Golden Harp en anglais).
L’association de l’édition et des magazines christadelphes (The Christadelphian Magazine and Publishing Association) publia le Recueil d’hymnes christadelphes en 1884, 1932, 1964 et 2002. Ces quatre éditions sont toujours utilisées, avec une prédominance pour la dernière. En plus de cela, certaines congrégations christadelphes ont publié leur propre recueil d’hymnes.
Un style de culte plus contemporain est maintenant populaire dans certains quartiers. La publication du livre christadelphe Praise the Lord (Louons le Seigneur)  donna accès à des chants de culte plus contemporains, cohérents avec la théologie christadelphe. Certains d’entre eux ont été incorporés dans l’édition de 2002 du Recueil d’hymnes christadelphes.
Dans le monde anglophone, la célébration du culte est souvent accompagnée d’un orgue ou d’un piano, bien que dans les dernières années certaines ecclésias aient développé l’utilisation d’autres instruments et de chef de culte. Cette tendance a aussi permis de voir émerger des groupes christadelphes et de créer la Christadelphian Arts Trust (la compagnie des arts christadelphes) . Cette dernière a pour but de soutenir les arts visuels et dramatiques au sein de la communauté christadelphe.
Dans d’autres pays, les recueils d’hymnes ont été produits dans les langues locales, en accord avec les différents styles de culte qui reflètent les cultures locales.

## Histoire

### Les origines
Beaucoup de croyances tenues par les christadelphes émergèrent durant la réforme radicale, particulièrement à travers le Socinianisme et l’Unitarisme. Les mouvements de restauration et celui des Adventistes au milieu du XIXe siècle donnèrent naissance à de petits groupes en plusieurs endroits au Royaume-Uni et dans des États du nord des États-Unis. Ceux-ci portaient les croyances développées au-dessus, et étaient plus ou moins associés les uns aux autres. Un exemple est celui de l’église de l’espoir béni (The Church of the Blessed Hope).
Le début du christadelphisme en tant que groupe distinct est marqué par la publication en 1850 des travaux de John Thomas. Dans l’Elpis Israël, il développe son interprétation des principales doctrines de la Bible. Jusqu’à la Guerre de Sécession, les groupes associés à lui se trouvaient sous plusieurs noms comme les Croyants, les Croyants Baptisés, l’Association Royale des Croyants, les Croyants Baptisés du Royaume de Dieu, les Antipas. Après la guerre de Sécession, les affiliations religieuses ont été obligées de s’enregistrer comme objecteur de conscience et, en 1865, étant donné que les différents noms utilisés par les congrégations locales jusque-là n'étaient pas distinctifs, Thomas a recommandé le nouveau nom "Christ Adelphian" à Sam Coffman et les autres croyants à Ogle County Illinois, ce qui a été enregistré auprès des autorités du Nord. Dans le même temps, 1863-1865, en Écosse, l'exclusion d'un groupe à Édimbourg qui enseignaient l'existence littérale de Satan a causé une définition plus ferme de l'identité et de l'appartenance au mouvement. La controverse à Édimbourg concernant le diable a été déterminant pour l'Église en Grande-Bretagne, comme la guerre civile a été déterminant dans les États-Unis.

### Les premières années: 1865-1914
Les divers groupes qui se sont associés entre eux et autour du point de vue de Thomas ont été consolidés à travers la création d’une communauté, en uniformisant les croyances et les pratiques. La confession christadelphe grandit dans le monde anglophone, et particulièrement dans la partie intérieure du Royaume-Uni et au nord des États-Unis.
- En 1873 une partie quitta le mouvement et formèrent la "Nazarene Fellowship" de Turney. Ce groupe s'est rapidement éteint, mais au fil des années, a été relancée de façon sporadique par des individus qui ont quitté le groupe principal.

- En 1884-85, une dispute éclata concernant la doctrine de la pleine inspiration des Écritures. Robert Ashcroft, un ancien pasteur congrégationaliste, écrivit un article dans lequel il défiait les idées tenues par la plupart des christadelphes, ce qui divisa le mouvement principal encore une fois. Ce groupe d'Ashcroft forma une nouvelle ecclésia à Birmingham qui, plus tard, se réunit dans la rue Suffolk. Les autres ecclésias en Grande-Bretagne et en Australie qui les appuyaient devinrent les Fraternités de la rue Suffolk. Le groupe à partir duquel les Fraternités de la rue Suffolk firent sécession était initialement connu sous le nom du Temperance Hall (après la congrégation du centre de Birmingham, qui avait loué une chambre à la salle du mouvement de tempérance). Plus tard, après un déménagement dans une chambre louée à l'institut d'éducation des adultes, le groupement était connu familièrement comme la "Confrérie Central". Ce schisme continua jusqu'à 1957.

- En 1898 une troisième division eut lieu et souleva la question si le jugement au retour de Christ était simplement limité aux croyants baptisés, ce qu'enseignait John Andrew à Londres, ou s’il pouvait s’appliquer à tous ceux qui ont entendu le message de l’évangile. La majorité, qui traditionnellement soutenait ce dernier point de vue, amenda leur Déclaration de la Foi pour clarifier ce point. Andrew a quitté les christadelphes en 1901, après avoir échoué à trouver un soutien significatif en Angleterre. Mais aux États-Unis ceux qui n’acceptèrent pas cet amendement formèrent la Confrérie des Non Amendés.

### Les Guerres Mondiales: 1914-1945
Pendant la Première Guerre mondiale, le gouvernement britannique ne reconnaît pas l'objection de conscience, et plusieurs frères ont été emprisonnés. Après la guerre, le mouvement a continué à croître, mais une nouvelle division en 1923, a gravement affecté Londres et le sud de l'Angleterre. Lors du déclenchement de la Seconde Guerre mondiale, les gouvernements britannique, canadien et australien les ont reconnus parmi les objecteurs de conscience. La plupart des jeunes hommes étaient affectés à des travaux sur les fermes. À partir de 1933 les petits groupes en Allemagne ont eu des problèmes croissants, et de 1940 ont été contraints de se réunir en secret. Le secrétaire de l'église à Berlin a été exécuté en 1941.

### L'après-guerre: 1945-aujourd'hui
Après les expériences de la guerre il y avait un effort renouvelé pour la réconciliation dans la communauté. Une série de réunions en 1952 (Amérique du Nord), 1957 (Royaume-Uni), 1958 (Australie), ont fait que presque tous les 50,000 frères et sœurs dans le monde entier appartenait à la même communion.
Dans le même temps il y avait un intérêt renouvelé pour l'évangélisation. En 1947, la première annonce a été placée en Norvège et certains membres de l'East Anglia ont commencé à faire des visites régulières à Paris. En 1955, la première évangélisation a commencé en Guyane britannique (aujourd'hui Guyana). La Mission Biblique Christadelphe (CBM) a été formée en tant que section outre-mer de la Société pour l'Évangélisation (CALS). Exceptionnellement, la Mission a été créée comme une organisation formelle, afin d'assurer sa responsabilité envers les ecclesias locales. Chaque année les trois cents congrégations dans le Royaume-Uni désignent des représentants qui se réunissent pour examiner l'évangélisation à l'étranger et pour élire le Conseil de la Mission. La mission est aujourd'hui centrée sur l'Afrique et l'Europe de l'Est. La prédication en Asie et en Amérique latine est soutenue par des organisations sœurs en Australie (ACBM) et aux États-Unis (CBMA) respectivement.

## Organisation
Les christadelphes appellent leurs congrégations ecclésia, et il n’y a pas d’organisation ou hiérarchie centrale christadelphe. Les églises sont autonomes avec un système de coopération entre la plupart d’entre elles basé sur l’approbation commune de la Déclaration de Foi amendée de Birmingham (the Birmingham Amended Statement of Faith en anglais). La confrérie des Non Amendés utilise la Déclaration de la Foi non amendée. Celle de l’Aurore utilise une déclaration de la Foi qui est principalement basée sur la déclaration originelle de 1886 mais avec 4 articles supplémentaires concernant les questions soulevées depuis la première version. Quiconque donne son assentiment aux doctrines décrites dans les déclarations et ayant une bonne réputation dans sa « propre ecclésia » est généralement le bienvenu pour participer aux activités des autres ecclésia dans le cadre de leur confrérie.
Les christadelphes ne payent pas de ministres. La plupart des hommes ont le droit d’enseigner et de remplir d’autres tâches. Ils sont le plus souvent soumis à une rotation, plutôt que d’avoir un pasteur désigné. Le gouvernement est généralement basé sur un modèle démocratique, avec un comité organisationnel élu pour chaque ecclésia. Ce comité bénévole est chargé du fonctionnement au jour le jour et est responsable devant le reste des membres de l’ecclésia.
Les christadelphes, à partir de leur interprétation de la Bible, font une différence entre les rôles des hommes et des femmes. Dans la plupart des ecclésias, les femmes n’ont pas le droit d’enseigner dans les réunions officielles quand les hommes sont présents et ne siègent pas lors des comités organisationnels. Cependant, elles participent à d’autres réunions paroissiales ou inter paroissiales (par exemple concernant le travail des jeunes, le bien-être de la communauté, l’évangélisation). Les femmes participent aussi aux débats, enseignent aux enfants, jouent de la musique, discutent sur les affaires commerciales, prêchent, enseignent aux non-croyants et sont impliquées dans beaucoup d’autres activités.
Les églises christadelphes prêchent activement auprès de leurs voisins et coopèrent au niveau régional, national et international pour faire du prosélytisme. Il y a aussi des comités paroissiaux responsables des jeunes et du travail de l’école du Dimanche, concernant le service militaire, le soin aux personnes âgées et le travail humanitaire. Ceux-ci n’ont pas d’autorité législative, et sont entièrement dépendant du support paroissial. Les ecclésias ont souvent des activités combinant les groupes de jeunes, la fraternité, le prêche et l’étude de la Bible.
Certains pays ont des écoles christadelphes, bien qu’elles soient les plus populaires en Australie (deux écoles christadelphes, par exemple, sont incluses dans la liste des écoles non gouvernementales en Nouvelle-Galles du Sud). Dans de nombreux pays, les christadelphes prennent soin des foyers des plus âgés, système organisé entre à la fois les résidents des maisons et la communauté christadelphes. Il y a aussi plusieurs magazines pour les frères et les sœurs partout dans le monde comme The Christadelphian, The Christadelphian Tidings of the Kingdom of God, et The Testimony. La Ligue Christadelphe contre l’Isolement (Christadelphian Isolation League en anglais) s’occupe des frères et des sœurs qui ne peuvent pas se rendre aux réunions paroissiales à cause de la distance ou pour des raisons de santé.

## Le travail des jeunes
Seuls les croyants baptisés sont considérés comme des membres des ecclésias christadelphes. En plus des réunions des croyants le dimanche et d’autres activités pour tout âge, les christadelphes placent beaucoup d’importance sur le travail des jeunes. Comme dans beaucoup d’églises il y a l’école du dimanche et beaucoup d’ecclésias ont aussi des réunions pour les jeunes un soir par semaine. Dans certains pays les ecclésias organisent des jours ou des week-ends pour la jeunesse. Les groupes de jeunesse, les vacances avec l’école du dimanche (camping, auberge de jeunesse) et les semaines d’étude biblique sont aussi populaires. Ils permettent de réunir la jeunesse christadelphe à travers le pays et même parfois, au niveau international.
Il y a aussi un certain nombre de magazines christadelphes pour les jeunes, comme Bible Explorers (pour les 7-11 ans), The Word et Faith Alive.

## Évangélisme
La majorité des ecclésias christadelphes sont impliquées d’une manière quelconque dans l’évangélisation. C’est une pratique importante de leur vie de chrétien. Beaucoup d’ecclésias tiennent des lectures bibliques hebdomadaires sur différents sujets bibliques couvrant les sujets et les principes doctrinaux de la vie chrétienne. Parmi les lectures les plus connues on retrouve Regarde ! Jésus reviendra bientôt, Une attitude chrétienne pour le Gouvernement et Les promesses de Dieu pour Abraham sont la base de l’Évangile.
Les ecclésias christadelphes tiennent souvent des séries de séminaires pour évangéliser. Une série populaire fut le cours Apprendre à lire la Bible efficacement qui a pour but « d’aider à encourager [les gens] à ouvrir [la Bible] et à la lire [pour eux-mêmes] » et donc « d’une manière plus efficace de comprendre et de retenir ce que vous lisez ». De cette série de séminaires, deux suites ont été engendrées : Apprendre à lire la Genèse efficacement et Apprendre à lire l’Évangile selon Luc efficacement. D’autre séminaires christadelphes incluent Apprendre la vie du Seigneur et L’Évangile en Isaïe.